# Amphion floridensis
Espèce
Amphion floridensis est une espèce de lépidoptères (papillons) de la famille des Sphingidae, de la sous-famille des Macroglossinae, de la tribu des Macroglossini et du genre Amphion.

## Description
Le papillon est facilement reconnu par les deux bandes crème très réfléchissantes qui barrent la partie basse de l'abdomen. L'envergure atteint 37-55 mm.

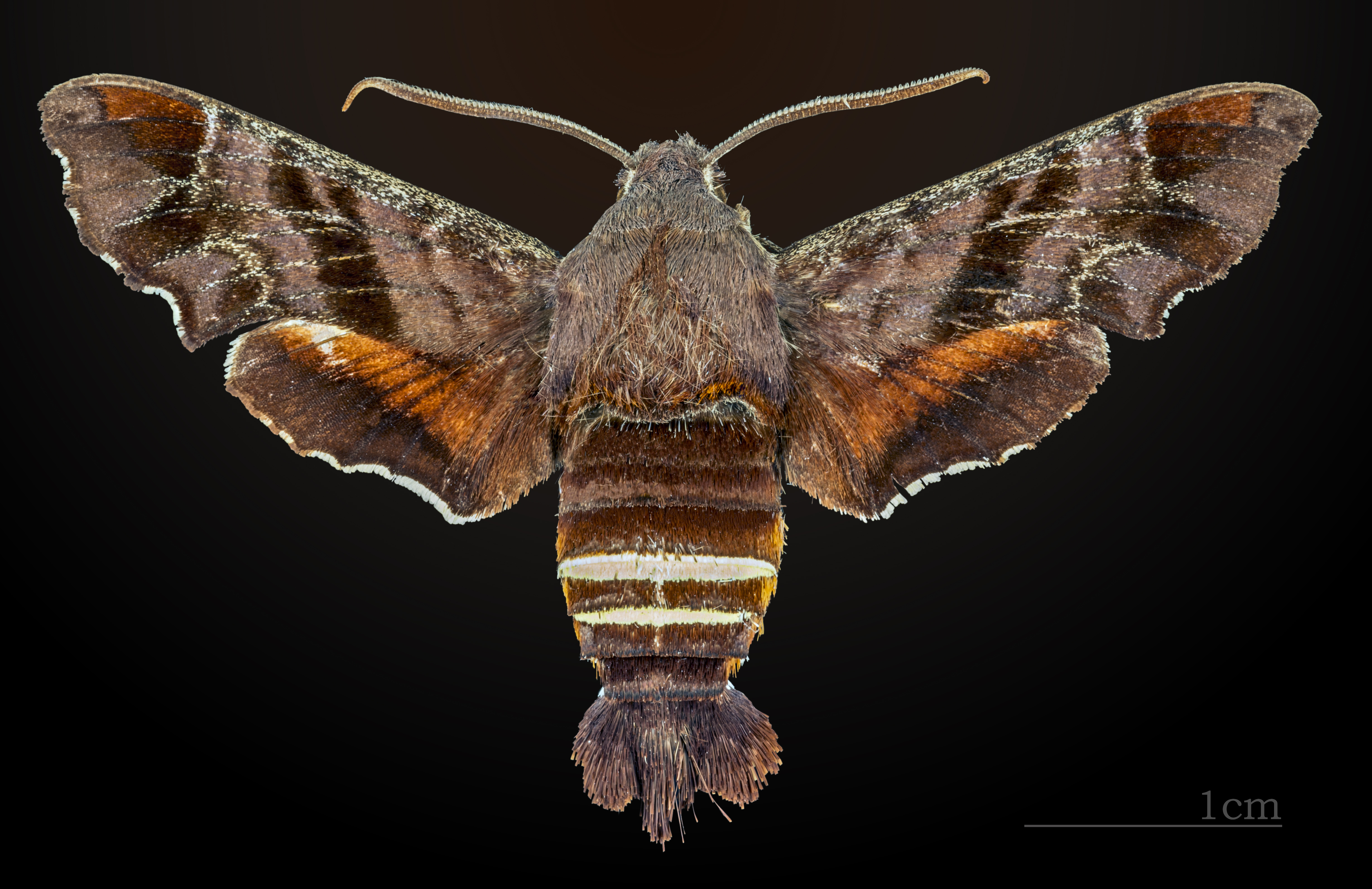
Amphion floridensis ♂ MHNT
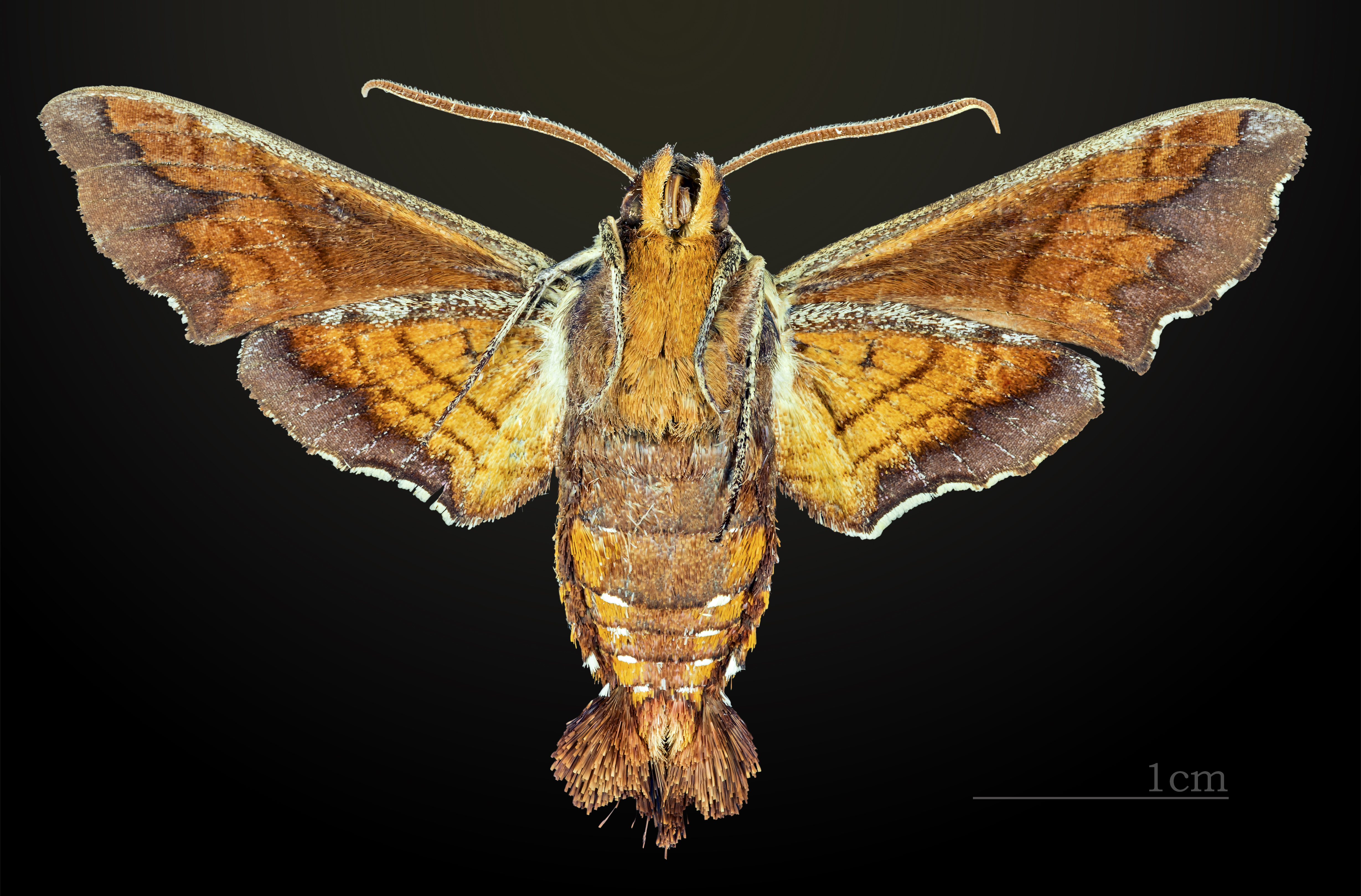
Amphion floridensis ♂ △ MHNT
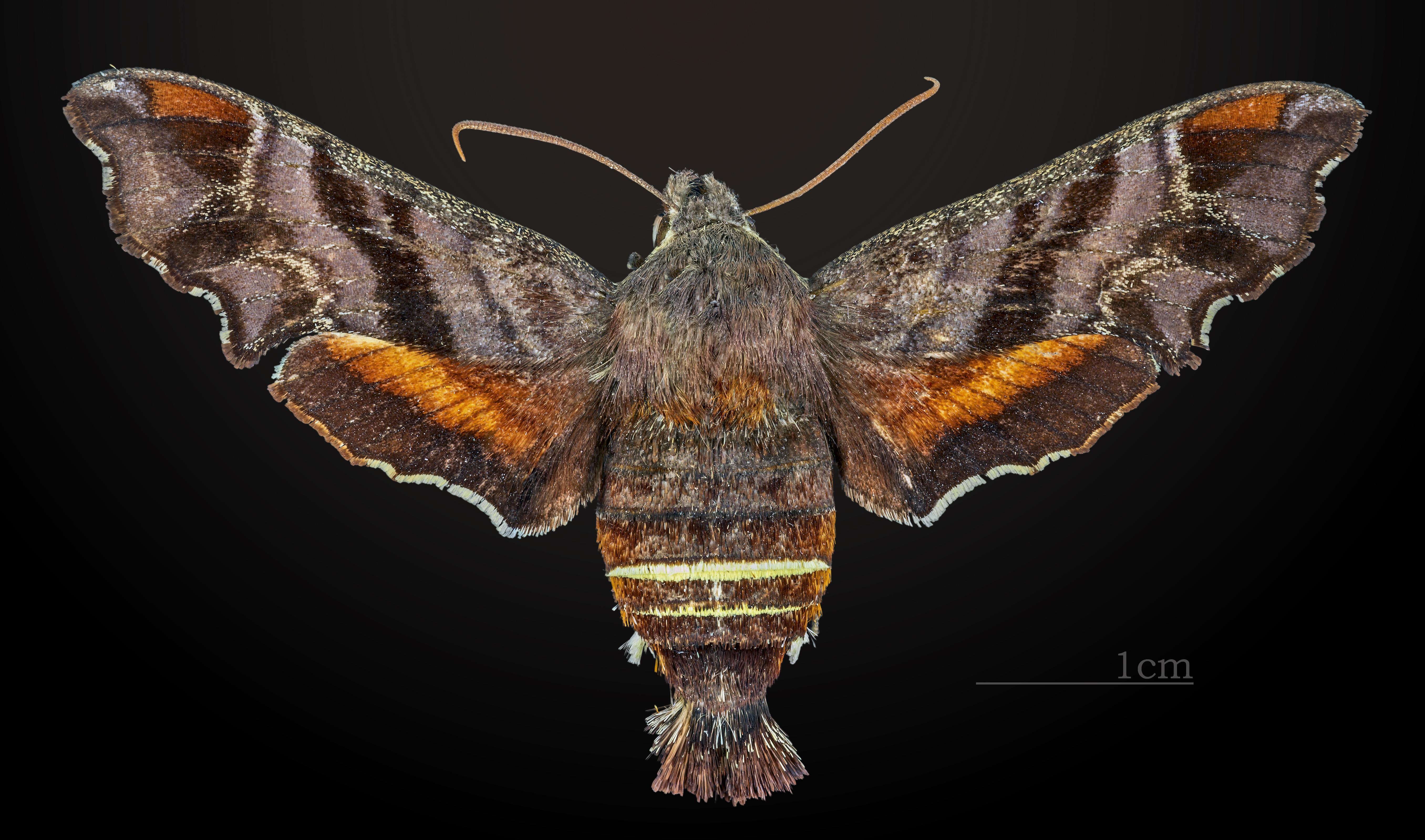
Amphion floridensis ♀ MHNT
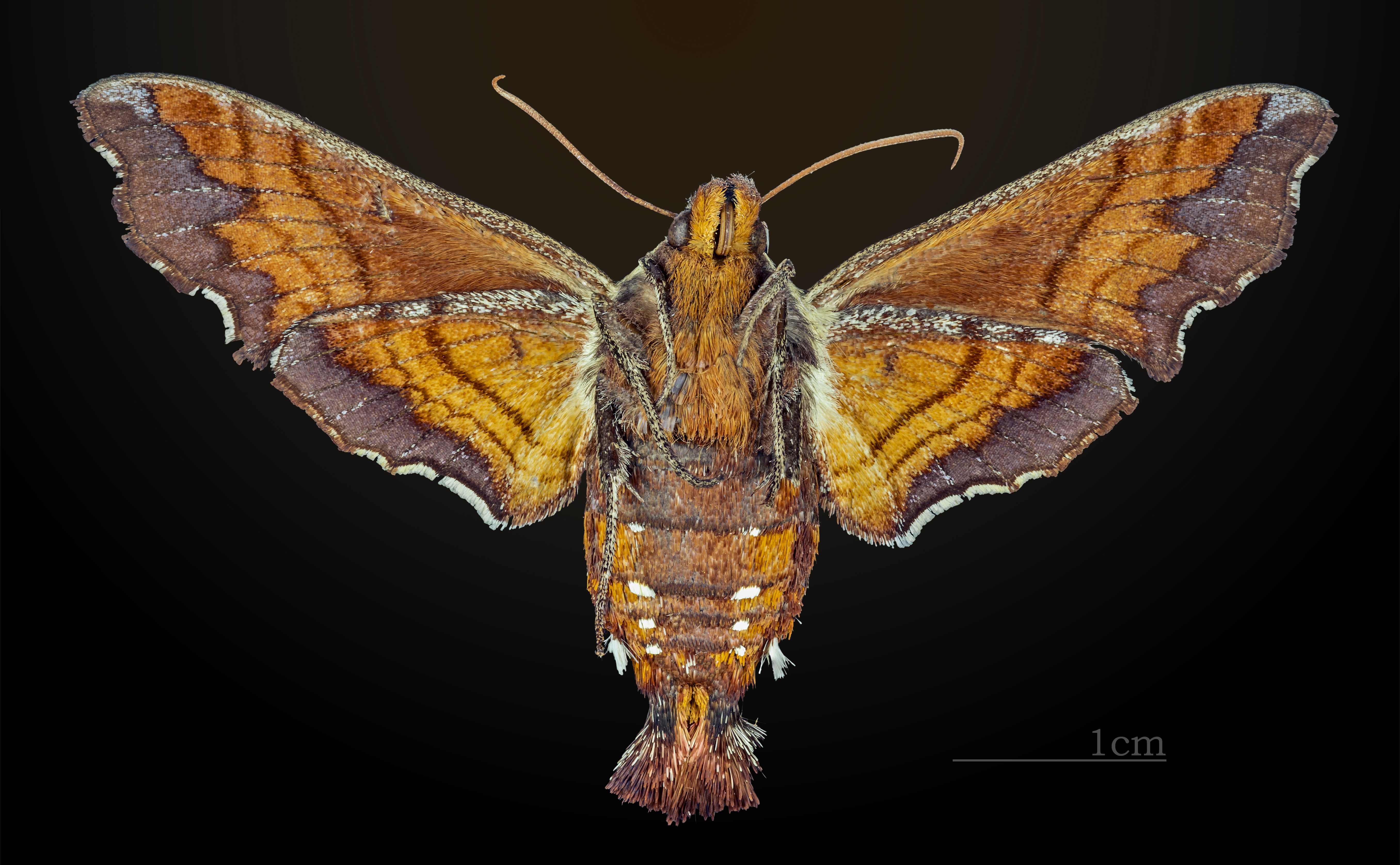
Amphion floridensis ♀ △ MHNT

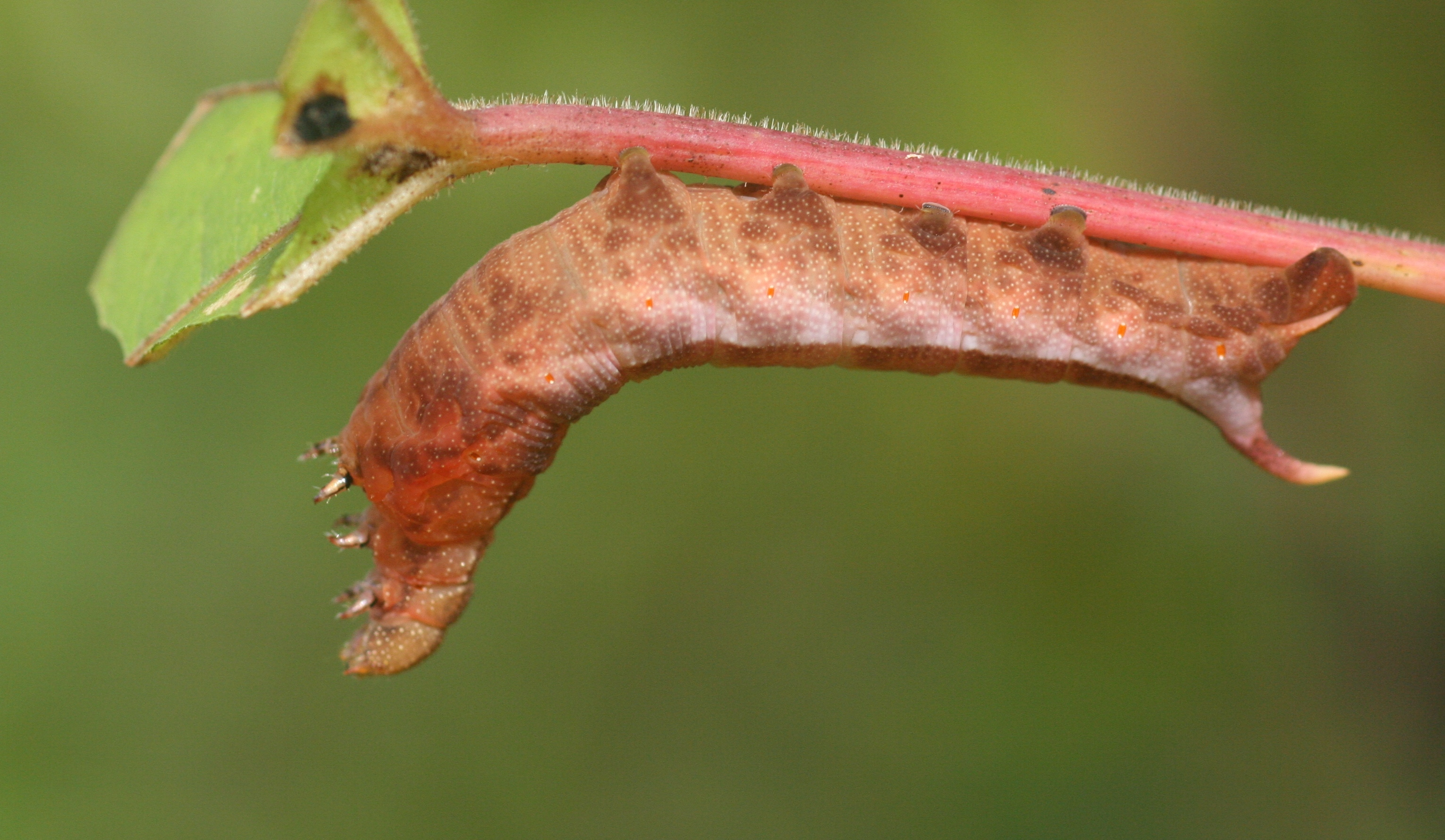
La chenille

## Répartition et habitat
Répartition
Il vit dans l'est des États-Unis et au Canada ; son aire de répartition peut s'étendre jusqu’au Mexique.

## Biologie
Période de vol
Les adultes volent d'avril à juillet en une génération dans le nord et en deux générations dans le sud.
Alimentation
Les adultes se nourrissent du nectar des espèces de fleurs : Syringa vulgaris, Geranium robertianum, Kolkwitzia amabilis, Philadelphus coronarius, et du genre Phlox.
Les chenilles se nourrissent sur les genres Vitis, Ampelopsis et Capsicum.

## Systématique
- L'espèce a été décrite par l'entomologiste Pieter Cramer, en 1777 sous le nom de Sphinx nessus[2], elle a été reclassée par l'entomologiste Jakob Hübner dans le genre Amphion en 1819, puis par Benjamin Preston Clark en 1920.
- La localité type est la Virginie.

### Synonymie
- Sphinx nessus Cramer, 1777
- Amphion nessus (Cramer, 1777)